# L'Autre Côté du rêve
Cet article concerne le roman de Ursula K. Le Guin. Pour le téléfilm de Philip Haas, voir L'Autre Côté du rêve.
L'Autre Côté du rêve (titre original : The Lathe of Heaven) est un roman de science-fiction écrit par Ursula K. Le Guin publié en 1971.

## Résumé
George Orr a la peur panique de rêver, car ses rêves transforment la réalité. Quand il allait bien, ils avaient des effets bénéfiques ; mais il a fait trop de cauchemars, et désormais la Terre est un lieu horrible.
Orr tente de s'empêcher de dormir à force de médicaments interdits. Totalement délabré, il est confié au Dr Haber qui le prend d'abord pour un malade mental. Puis, au fil des séances, Orr en quête d'un soutien, change Haber – ou est-ce l'inverse? Haber se prend au jeu, il oriente Orr vers la création par étapes d'un monde meilleur.... une utopie totalitaire dont, à la fin, Haber sera le dieu et le dictateur.
Désemparé, Orr rencontre Heather, qui croit en ses divagations et l'aide à résister à Haber. Et puis, il y a les extraterrestres – des créations de Orr, incomplètes, mais qui semblent disposées à l'aider un peu.

## Titre
Le titre originel The Lathe of heaven (qui signifie « Le Tour du ciel ») est extrait d'une traduction en anglais, par le sinologue James Legge, du Zhuangzi écrit par le philosophe chinois Tchouang-tseu, plus précisément d’un passage du paragraphe 7 du livre XXIII, qui est cité en épigraphe du chapitre 3 du roman : « Laisser la compréhension s’arrêter devant ce qui ne peut pas être compris est un grand accomplissement. Ceux qui ne le peuvent pas seront détruits sur le tour du ciel (所不能知，至矣。若有不即是者，天鈞敗之。) ». D’autres épigraphes du Zhuangzi apparaissent tout au long du roman. Le Guin a choisi ce titre parce qu’elle aimait la citation.
Cependant, il semble que cette citation soit une mauvaise traduction du texte chinois, qui a été traduit ainsi par Léon Wieger : « S’arrêter là où l’on ne peut pas en apprendre davantage (et se tenir, dit la glose, dans l’indifférence et l’inaction), c’est être parfaitement sage. Celui qui prétendrait passer outre (décider, agir, au hasard), le cours fatal des choses le brisera (car il entrera inévitablement en conflit avec le destin) ». Le sinologue David Chai décrit le concept de 天鈞 traduit en Lathe of heaven par James Legge comme l'« équilibre céleste ».
Dans une interview avec Bill Moyers en 2000, à l'occasion de la sortie en DVD de l'adaptation de 1980 (The Lathe of Heaven), Le Guin a clarifié la question : « c'est apparemment une terrible erreur de traduction, je ne le savais pas à l'époque. Il n'y avait pas de tours en Chine à l'époque, a-t-on dit. Joseph Needham m'a écrit et m'a dit : « C'est une belle traduction, mais elle est erronée » ». Elle a publié sa version du Tao te king, Le Livre de la Voie et de sa Vertu de Lao Tseu, le fondateur traditionnel du taoïsme. Dans les notes à la fin de ce livre, elle explique ce choix : « Le langage de certaines [versions du Tao te king ] était si obscur que j’avais l’impression que le livre était inaccessible à la compréhension occidentale (celle de James Legge était l'une de ces versions, bien que j'aie trouvé le titre d'un de mes livres, The Lathe of Heaven, dans Legge. Des années plus tard, Joseph Needham, grand érudit en science et technologie chinoises, m'a écrit pour me dire de la manière la plus aimable et la plus irréprochable que Legge était un peu à côté de la plaque ; car lorsque le Zhuangzi a été écrit, le tour n'avait pas encore été inventé) ».
Les traducteurs ont intitulé le roman différemment. Les titres de l'édition allemande (Die Geißel des Himmels ) et de la première édition portugaise (O flagelo dos céus) signifient littéralement « le fléau [ou fouet] du ciel ». Les titres suédois (På andra sidan drömmen) et portugais (Do outro lado do sonho), signifient « l'autre côté du rêve », comme dans la traduction française.

## Réception critique
Theodore Sturgeon, dans une critique publiée dans le New York Times, a trouvé que c'était « un très bon livre », et a félicité Le Guin d'avoir réussi à « produire une synthèse rare et puissante de poésie et de science, de raison et d'émotion ». Lester del Rey, cependant, a reproché au roman une seconde moitié arbitraire et inefficace, affirmant que « avec des merveilles qui s'accumulent, l'intrigue perd tout simplement sa crédibilité ».

## Analyse
La technologie joue un rôle mineur dans ce roman, qui est centré sur le questionnement philosophique de notre désir de contrôler notre destin, en opposant l'approche volontariste et positiviste de Haber au détachement induit par le principe de non-intervention taoïste. Les débuts des chapitres comportent également des citations de H. G. Wells, de Victor Hugo et de sages taoïstes.
En raison de sa représentation de réalités alternatives dérivées de la psychologie, l'histoire est décrite comme un hommage de Le Guin à Philip K. Dick. Dans sa biographie de Dick, Lawrence Sutin décrit Le Guin comme ayant « longtemps été un fervent défenseur public du talent de Phil ». Selon Sutin, « L'Autre Côté du rêve a été, de son propre aveu, influencé par [l]es œuvres [de Dick] des années soixante ». Le Guin elle-même a reconnu lors d'une interview en 2014 que ce roman pouvait être considéré comme un hommage au travail de Dick : « je ne pouvais pas écrire un livre de Phil Dick, mais je pouvais lui voler certains de ses trucs, d'une certaine manière. Extraire le lecteur de la réalité tout le temps, changer la réalité en eux, comme il le fait, je l'ai fait par le biais des rêves. Phil l'aurait fait d'une autre manière. Mais oui, dire que c'est un hommage à Phil Dick est juste ».
Le livre critique le comportementalisme. Orr, un homme faussement doux mais très fort et honnête, est qualifié de malade parce qu'il est extrêmement effrayé par sa capacité à changer la réalité. Il est obligé de suivre un traitement. Ses efforts pour se débarrasser de Haber sont considérés comme suspects car il est un patient psychiatrique. Haber, quant à lui, est très charmant, extraverti et confiant, mais il finit par devenir fou et détruit presque la réalité. Il rejette les scrupules d'Orr à propos de son ingérence dans la réalité avec un un jargon paternaliste, et est plus préoccupé par sa machine et les pouvoirs d'Orr que par la guérison de son patient.
Le récit critique également la philosophie de l'utilitarisme, en caricaturant l'expression « Le plus grand bonheur pour le plus grand nombre ». Il critique également l'eugénisme, qui est associé à l'éthique utilitariste.
Il a été suggéré que Le Guin a nommé son protagoniste « George Orr » en hommage à l'auteur britannique George Orwell, ainsi que pour établir des comparaisons entre les mondes dystopiques qu'elle décrit dans ce roman et la dystopie qu'Orwell envisageait dans son roman 1984. Il pourrait également avoir le sens supplémentaire de la conjonction disjonctive « ou » (« or » en anglais).

## Distinction
Cet ouvrage a reçu le prix Locus du meilleur roman 1972.

## Adaptations
L'Autre Côté du rêve a connu deux adaptations, la première sous forme de film en 1980, The Lathe of Heaven, la deuxième sous forme de téléfilm en 2002, L'Autre Côté du rêve.